# Oscar de melhor banda sonora
Oscar de melhor trilha sonora (português brasileiro) ou Óscar de melhor banda sonora (português europeu) (no original, em inglês Academy Award for Best Original Score) é um prêmio anual concedido desde 1935 pela Academia de Artes e Ciências Cinematográficas (AMPAS) em sua premiação, popularmente conhecida como Óscar, ao compositor responsável pela composição do melhor conjunto de músicas escritas exclusivamente à determinada obra audiovisual. Pelas regras, algumas músicas preexistentes são permitidas, todavia, é necessário que seja incluído um mínimo de música original. Esse mínimo, desde 2021, é estabelecido em 35% do total de músicas, elevado a 80% a sequências e franquias. Todos os anos, quinze trilhas sonoras são selecionadas a uma pré-lista e, em seguida, apenas cinco são indicadas à premiação final.
Desde sua estreia na premiação, em 1935, Alfred Newman é o maior vencedor da categoria, com nove, além de deter a segunda colocação em número de indicações, 45. Em segundo lugar, em número de vitórias, está Alan Menken, com oito, seguido de John Williams, que detém, além de cinco estatuetas, a maior quantidade de indicações ao prêmio: 48, cujo número aumenta à 53, caso acrescido suas cinco indicações ao Oscar de melhor canção original.
Em 2021, a compositora islandesa, Hildur Gudnadóttir tornou-se a primeira mulher a ser vencedora na categoria de melhor trilha sonora em um filme dramático. Já haviam sido vencedoras também, Rachel Portman e Anne Dudley na disputa de musical ou comédia, antes da academia unir as duas categorias em uma só, a partir de 2000.

## História
A Academia começou a premiar filmes por suas trilhas sonoras em 1935. A categoria foi originalmente chamada de Best Scoring. Na época, os vencedores e indicados eram uma mistura de partituras originais e adaptações de material preexistente. Após a polêmica vitória de Charles Previn por One Hundred Men and a Girl em 1938, um filme sem um compositor creditado que apresentava música clássica preexistente, a Academia adicionou uma denominada Best Original Score em 1939. Em 1942, a distinção entre as duas categorias de Trilha sonora mudou ligeiramente quando elas foram renomeadas para Melhor Trilha Sonora de um Filme Dramático e Melhor Trilha Sonora de um Filme Musical. Isso marcou a primeira vez onde a categoria foi dividida em gêneros separados, uma distinção que tecnicamente dura até hoje, embora não haja inscrições suficientes na categoria musical levando-a ser ativada desde 1985. Entre 1942 a 1985, as trilhas musicais tinham sua própria categoria, com exceção de 1958, 1981 e 1982. Ao longos dos anos, ambas as categorias tiveram muitas mudanças de nome.
Após as vitórias de quatro longas-metragens de animação da Walt Disney em seis anos, de 1990 a 1995 (A Pequena Sereia, A Bela e a Fera, Aladdin e O Rei Leão) durante o período denominado Renascimento da Disney, decidiu-se mais uma vez dividir a Categoria Melhor Trilha Sonora Original por gêneros, desta vez combinando comédias e musicais. A categoria foi, portanto, dividida em Melhor Trilha Sonora Original em Drama e Melhor Trilha Sonora Original de Musical ou Comédia em 1996. Essa mudança se mostrou impopular nos outros ramos da Academia, já que Charles Bernstein, presidente do comitê de regras da Academia, observou que "nenhuma outra categoria do Oscar dependia do gênero de um filme" e "o trabalho de compor um sublinhado para uma comédia romântica não é substancialmente diferente de trabalhar em um drama pesado." Esta divisão foi revertida em 2000.
Em 2020, as regras foram alteradas para exigir que a trilha sonora de um filme inclua no mínimo 60% de música original. Os filmes e sequências da franquia devem incluir no mínimo 80% de músicas novas. Em 2021, as regras foram alteradas novamente, baixando o percentual mínimo de música original de 60% para 35% do total de músicas do filme.

## Oscar de Melhor Trilha Sonora Original
O Oscar de Melhor Trilha Sonora Original é uma categoria que foi restabelecida em 2000, após a remoção da categoria de Melhor Trilha Sonora Original de Musical ou Comédia foi removido. Nunca foi premiado em sua forma atual devido a uma seca prolongada de filmes que atendem aos requisitos de elegibilidade. O Comitê Executivo do Ramo de Música da Academia decide se há submissões de qualidade suficientes para justificar sua ativação.
De acordo com as regras, o Melhor Musical Original é definido da seguinte forma:
Um musical original consiste em não menos que cinco canções originais do mesmo escritor ou equipe de escritores, usadas como dublagens ou visualmente executadas. Cada uma dessas canções deve ser interpretada substancialmente, claramente audível, inteligível e deve promover o enredo do filme. Um grupo arbitrário de músicas não essenciais para o enredo não será considerado elegível.

## Indicados e vencedores

### Década de 1930
Observação: O ano indicado no artigo refere-se ao ano em que ocorreu a entrega do prêmio, relativo à melhor trilha sonora do ano anterior.
| Ano                                      | Filme | Indicados |
| ---------------------------------------- | --- | --------- |
| 1934(7º)                                 | |           |
| One Night of Love                        | Columbia Studio (departamento de Música), Louis Silvers, chefe do departamento (tema musical de Victor Schertzinger & Gus Kahn)                 |           |
| The Gay Divorcee                         | RKO Radio Studio (departamento de música), Max Steiner, chefe do departamento (Trilha Sonora de Kenneth Webb & Sam Hoffenstein)                 |           |
| The Lost Patrol                          | The Lost Patrol – RKO Radio Studio (departamento de música), Max Steiner (chefe do departamento), (Trilha Sonora de Max Steiner)                |           |
| 1935(8º)                                 | |           |
| The Informer                             | RKO Radio Studio (departamento de música), Max Steiner (chefe do departamento), (Trilha Sonora de Max Steiner)                                  |           |
| Captain Blood (Write-in)                 | Warner Bros.- First National Studio (departamento de música), Leo Forbstein (chefe do departamento), (Trilha Sonora de Erich Wolfgang Korngold) |           |
| Mutiny on the Bounty                     | Metro-Goldwyn-Mayer Studio (departamento de música), Nat W. Finston (chefe do departamento), (Trilha Sonora de Herbert Stothart)                |           |
| Peter Ibbetson                           | Paramount Studio (departamento de música), Irvin Talbot (chefe do departamento),(Trilha Sonora de Ernst Toch)                                   |           |
| 1936(9º)                                 | |           |
| Anthony Adverse                          | Warner Bros. Studio (departamento de música), Leo Forbstein (chefe do departamento), (Trilha Sonora de Erich Wolfgang Korngold)                 |           |
| The Charge of the Light Brigade          | Warner Bros. Studio (departamento de música), Leo Forbstein (chefe do departamento), (Trilha Sonora de Max Steiner)                             |           |
| The Garden of Allah                      | Selznick International Pictures (departamento de música), Max Steiner (chefe do departamento), (Trilha Sonora de Max Steiner)                   |           |
| The General Died at Dawn                 | Paramount Studio (departamento de música), Boris Morros (chefe do departamento), (Trilha Sonora de Werner Janssen)                              |           |
| Winterset                                | RKO Radio Studio (departamento de música), Nathaniel Shilkret (chefe do departamento), (Trilha Sonora de Nathaniel Shilkret)                    |           |
| 1937(10º)                                | |           |
| One Hundred Men and a Girl               | One Hundred Men and a Girl – Universal Studio (departamento de música), Charles Previn (chefe do departamento), (sem crédito ao compositor)     |           |
| The Hurricane                            | Samuel Goldwyn Studio (departamento de música), Alfred Newman - chefe do departamento), (Trilha Sonora de Alfred Newman)                        |           |
| In Old Chicago                           | 20th Century-Fox Studio (departamento de música), Louis Silvers (chefe do departamento), (sem crédito ao compositor)                            |           |
| The Life of Emile Zola                   | Warner Bros. Studio (departamento de música), Leo Forbstein (chefe do departamento), (Trilha Sonora de Max Steiner)                             |           |
| Lost Horizon                             | Columbia Studio (departamento de música), Morris Stoloff (chefe do departamento), (Trilha Sonora de Dimitri Tiomkin)                            |           |
| Make a Wish                              | Principal Productions, Hugo Riesenfeld (diretor musical), (Trilha Sonora de Hugo Riesenfeld)                                                    |           |
| Maytime                                  | Metro-Goldwyn-Mayer Studio (departamento de música), Nat W. Finston (chefe do departamento), (Trilha Sonora de Herbert Stothart)                |           |
| Portia on Trial                          | Republic Studio (departamento de música), Alberto Colombo (chefe do departamento), .(Trilha Sonora de Alfred Colombo)                           |           |
| The Prisoner of Zenda                    | Selznick International Pictures (departamento de música), Alfred Newman (diretor musical), (Trilha Sonora de Alfred Newman)                     |           |
| Quality Street                           | RKO Radio Studio (departamento de música), Roy Webb (director musical), (Trilha Sonora de Roy Webb)                                             |           |
| Branca de Neve e os Sete Anões           | Walt Disney Studio (departamento de música), Leigh Harline (chefe do departamento) (Trilha Sonora de Frank Churchill, Harline & Paul Smith)     |           |
| Something to Sing About                  | Grand National Studio (departamento de música), C. Bakaleinikoff (director musical) (Trilha Sonora de Victor Schertzinger)                      |           |
| Souls at Sea                             | Paramount Studio (departamento de música), Boris Morros (chefe do departamento), (Trilha Sonora de W. Franke Harling & Milan Roder)             |           |
| Way Out West                             | Hal Roach Studio (departamento de música, Marvin Hatley (chefe do departamento) (Trilha Sonora de Marvin Hatley)                                |           |
| 1938(11º)                                | |           |
| Trilha Sonora Original                   | |           |
| The Adventures of Robin Hood             | Erich Wolfgang Korngold |           |
| Army Girl                                | Victor Young |           |
| Block-Heads                              | Marvin Hatley |           |
| Blockade                                 | Werner Janssen |           |
| Breaking the Ice                         | Victor Young |           |
| The Cowboy and the Lady                  | Alfred Newman |           |
| If I Were King                           | Richard Hageman |           |
| Maria Antonieta                          | Herbert Stothart |           |
| Pacific Liner                            | Russell Bennett |           |
| Suez                                     | Louis Silvers |           |
| The Young in Heart                       | Franz Waxman |           |
| Composição                               | |           |
| Alexander's Ragtime Band                 | Alfred Newman |           |
| Carefree                                 | Victor Baravalle |           |
| Girls' School                            | Morris Stoloff & Gregory Stone |           |
| The Goldwyn Follies                      | Alfred Newman |           |
| Jezebel                                  | Max Steiner |           |
| Mad About Music                          | Charles Previn & Frank Skinner |           |
| Storm Over Bengal                        | Cy Feuer |           |
| Sweethearts                              | Herbert Stothart |           |
| There Goes My Heart                      | Marvin Hatley |           |
| Tropic Holiday                           | Boris Morros |           |
| The Young in Heart                       | Franz Waxman |           |
| 1939(12º)                                | |           |
| Trilha Sonora Original                   | |           |
| The Wizard of Oz                         | Herbert Stothart |           |
| Dark Victory                             | Max Steiner |           |
| Eternally Yours                          | Werner Janssen |           |
| Golden Boy                               | Victor Young |           |
| Gone with the Wind                       | Max Steiner |           |
| As Viagens de Gulliver                   | Victor Young |           |
| The Man in the Iron Mask                 | Lud Gluskin & Lucien Moraweck |           |
| Man of Conquest                          | Victor Young |           |
| Nurse Edith Cavell                       | Anthony Collins |           |
| Of Mice and Men                          | Aaron Copland |           |
| The Rains Came                           | Alfred Newman |           |
| Wuthering Heights                        | Alfred Newman |           |
| Composição                               | |           |
| Stagecoach                               | Richard Hageman, W. Franke Harling, John Leipold & Leo Shuken                                                                                   |           |
| Babes in Arms                            | Roger Edens & Georgie Stoll |           |
| First Love                               | Charles Previn |           |
| The Great Victor Herbert                 | Phil Boutelje & Arthur Lange |           |
| The Hunchback of Notre Dame              | Alfred Newman |           |
| Intermezzo                               | Lou Forbes |           |
| Mr. Smith Goes to Washington             | Dimitri Tiomkin |           |
| Of Mice and Men                          | Aaron Copland |           |
| The Private Lives of Elizabeth and Essex | Erich Wolfgang Korngold |           |
| She Married a Cop                        | Cy Feuer |           |
| Swanee River                             | Louis Silvers |           |
| They Shall Have Music                    | Alfred Newman |           |
| Way Down South                           | Victor Young |           |

### Decáda de 1940
| Ano                                           | Filme                                              | Indicados                                     |
| --------------------------------------------- | -------------------------------------------------- | --------------------------------------------- |
| 1940(13º)                                     |                                                    |                                               |
| Trilha Sonora Original                        |                                                    |                                               |
| Pinóquio                                      | Leigh Harline, Paul Smith & Ned Washington         |                                               |
| Arizona                                       | Victor Young                                       |                                               |
| Dark Command                                  | Victor Young                                       |                                               |
| The Fight for Life                            | Louis Gruenberg                                    |                                               |
| The Great Dictator                            | Meredith Willson                                   |                                               |
| The House of the Seven Gables                 | Frank Skinner                                      |                                               |
| The Howards of Virginia                       | Richard Hageman                                    |                                               |
| A Carta                                       | Max Steiner                                        |                                               |
| The Long Voyage Home                          | Hageman                                            |                                               |
| The Mark of Zorro                             | Alfred Newman                                      |                                               |
| My Favorite Wife                              | Roy Webb                                           |                                               |
| North West Mounted Police                     | Young                                              |                                               |
| One Million B.C.                              | Werner Heymann                                     |                                               |
| Our Town                                      | Aaron Copland                                      |                                               |
| Rebecca                                       | Franz Waxman                                       |                                               |
| The Thief of Bagdad                           | Miklós Rózsa                                       |                                               |
| Waterloo Bridge                               | Herbert Stothart                                   |                                               |
| Composição                                    |                                                    |                                               |
| Tin Pan Alley                                 | Alfred Newman                                      |                                               |
| Arise, My Love                                | Young                                              |                                               |
| Hit Parade of 1941                            | Cy Feuer                                           |                                               |
| Irene                                         | Anthony Collins                                    |                                               |
| Our Town                                      | Copland                                            |                                               |
| The Sea Hawk                                  | Erich Wolfgang Korngold                            |                                               |
| Second Chorus                                 | Artie Shaw                                         |                                               |
| Spring Parade                                 | Charles Previn                                     |                                               |
| Strike Up the Band                            | Roger Edens & Georgie Stoll                        |                                               |
| 1941(14º)                                     |                                                    |                                               |
| Trilha Sonora de um Filme de Drama ou Comédia |                                                    |                                               |
| All That Money Can Buy                        | Bernard Herrmann                                   |                                               |
| Back Street                                   | Frank Skinner                                      |                                               |
| Ball of Fire                                  | Alfred Newman                                      |                                               |
| Cheers for Miss Bishop                        | Edward Ward                                        |                                               |
| Citizen Kane                                  | Bernard Herrmann                                   |                                               |
| Dr. Jekyll and Mr. Hyde                       | Franz Waxman                                       |                                               |
| Hold Back the Dawn                            | Victor Young                                       |                                               |
| How Green Was My Valley                       | Alfred Newman                                      |                                               |
| King of the Zombies                           | Edward Kay                                         |                                               |
| Ladies in Retirement                          | Morris Stoloff & Ernst Toch                        |                                               |
| The Little Foxes                              | Meredith Willson                                   |                                               |
| Lydia                                         | Miklós Rózsa                                       |                                               |
| Mercy Island                                  | Cy Feuer & Walter Scharf                           |                                               |
| Sargento York                                 | Max Steiner                                        |                                               |
| So Ends Our Night                             | Louis Gruenberg                                    |                                               |
| Sundown                                       | Rózsa                                              |                                               |
| Suspeita                                      | Franz Waxman                                       |                                               |
| Tanks a Million                               | Ward                                               |                                               |
| That Uncertain Feeling                        | Werner Heymann                                     |                                               |
| This Woman Is Mine                            | Richard Hageman                                    |                                               |
| Scoring of a Musical Picture                  |                                                    |                                               |
| Dumbo                                         | Frank Churchill & Oliver Wallace                   |                                               |
| All-American Co-Ed                            | Ward                                               |                                               |
| Birth of the Blues                            | Robert E. Dolan                                    |                                               |
| Buck Privates                                 | Charles Previn                                     |                                               |
| The Chocolate Soldier                         | Herbert Stothart & Bronisław Kaper                 |                                               |
| Ice-Capades                                   | Cy Feuer                                           |                                               |
| The Strawberry Blonde                         | Heinz Roemheld                                     |                                               |
| Sun Valley Serenade                           | Emil Newman                                        |                                               |
| Sunny                                         | Anthony Collins                                    |                                               |
| You'll Never Get Rich                         | Morris Stoloff                                     |                                               |
| 1942(15º)                                     |                                                    |                                               |
| Trilha Sonora de um Filme de Drama ou Comédia |                                                    |                                               |
| Now, Voyager                                  | Max Steiner                                        |                                               |
| Arabian Nights                                | Frank Skinner                                      |                                               |
| Bambi                                         | Frank Churchill & Edward Plumb                     |                                               |
| The Black Swan                                | Alfred Newman                                      |                                               |
| The Corsican Brothers                         | Dimitri Tiomkin                                    |                                               |
| Flying Tigers                                 | Victor Young                                       |                                               |
| The Gold Rush                                 | Max Terr                                           |                                               |
| I Married a Witch                             | Roy Webb                                           |                                               |
| Joan of Paris                                 | Roy Webb                                           |                                               |
| Jungle Book                                   | Miklós Rózsa                                       |                                               |
| Klondike Fury                                 | Edward Kay                                         |                                               |
| The Pride of the Yankees                      | Leigh Harline                                      |                                               |
| Random Harvest                                | Herbert Stothart                                   |                                               |
| The Shanghai Gesture                          | Richard Hageman                                    |                                               |
| Silver Queen                                  | Victor Young                                       |                                               |
| Take a Letter, Darling                        | Victor Young                                       |                                               |
| The Talk of the Town                          | Friedrich Hollaender & Morris Stoloff              |                                               |
| Ser ou Não Ser                                | Werner Heymann                                     |                                               |
| Trilha Sonora de um Filme Musical             |                                                    |                                               |
| Yankee Doodle Dandy                           | Ray Heindorf & Heinz Roemheld                      |                                               |
| Flying with Music                             | Edward Ward                                        |                                               |
| For Me and My Gal                             | Roger Edens & Georgie Stoll                        |                                               |
| Holiday Inn                                   | Robert E. Dolan                                    |                                               |
| It Started with Eve                           | Hans J. Salter & Charles Previn                    |                                               |
| Johnny Doughboy                               | Walter Scharf                                      |                                               |
| My Gal Sal                                    | Alfred Newman                                      |                                               |
| You Were Never Lovelier                       | Leigh Harline                                      |                                               |
| 1943(16º)                                     |                                                    |                                               |
| Trilha Sonora de um Filme Musical             |                                                    |                                               |
| A Canção de Bernadette                        | Alfred Newman                                      |                                               |
| The Amazing Mrs. Holliday                     | Frank Skinner & Hans J. Salter                     |                                               |
| Casablanca                                    | Max Steiner                                        |                                               |
| Commandos Strike at Dawn                      | Morris Stoloff & Louis Gruenberg                   |                                               |
| The Fallen Sparrow                            | Roy Webb & Constantin Bakaleinikoff                |                                               |
| Por Quem os Sinos Dobram                      | Victor Young                                       |                                               |
| Hangmen Also Die!                             | Hanns Eisler                                       |                                               |
| Hi Diddle Diddle                              | Phil Boutelje                                      |                                               |
| In Old Oklahoma                               | Walter Scharf                                      |                                               |
| Johnny Come Lately                            | Leigh Harline                                      |                                               |
| The Kansan                                    | Gerard Carbonara                                   |                                               |
| Lady of Burlesque                             | Arthur Lange                                       |                                               |
| Madame Curie                                  | Herbert Stothart                                   |                                               |
| The Moon and Sixpence                         | Dimitri Tiomkin                                    |                                               |
| A Estrela do Norte                            | Aaron Copland                                      |                                               |
| Victory Through Air Power                     | Edward Plumb, Paul Smith & Oliver Wallace          |                                               |
| Trilha Sonora de um Filme Musical             |                                                    |                                               |
| This Is the Army                              | Ray Heindorf                                       |                                               |
| Coney Island                                  | Alfred Newman                                      |                                               |
| Hit Parade of 1943                            | Walter Scharf                                      |                                               |
| O Fantasma da Ópera                           | Edward Ward                                        |                                               |
| Saludos Amigos                                | Plumb, Smith & Charles Wolcott                     |                                               |
| The Sky's the Limit                           | Leigh Harline                                      |                                               |
| Something to Shout About                      | Morris Stoloff                                     |                                               |
| Stage Door Canteen                            | Fred Rich                                          |                                               |
| Star Spangled Rhythm                          | Robert E. Dolan                                    |                                               |
| Thousands Cheer                               | Herbert P. Stothart                                |                                               |
| 1944(17º)                                     |                                                    |                                               |
| Trilha Sonora de um Filme de Drama ou Comédia |                                                    |                                               |
| Since You Went Away                           | Max Steiner                                        |                                               |
| Address Unknown                               | Morris Stoloff & Ernst Toch                        |                                               |
| The Adventures of Mark Twain                  | Steiner                                            |                                               |
| The Bridge of San Luis Rey                    | Dimitri Tiomkin                                    |                                               |
| Casanova Brown                                | Arthur Lange                                       |                                               |
| Christmas Holiday                             | Hans J. Salter                                     |                                               |
| Double Indemnity                              | Miklós Rózsa                                       |                                               |
| The Fighting Seabees                          | Walter Scharf & Roy Webb                           |                                               |
| The Hairy Ape                                 | Michel Michelet & Edward Paul                      |                                               |
| It Happened Tomorrow                          | Robert Stolz                                       |                                               |
| Jack London                                   | Fred Rich                                          |                                               |
| Kismet                                        | Herbert Stothart                                   |                                               |
| None but the Lonely Heart                     | Constantin Bakaleinikoff & Hanns Eisler            |                                               |
| The Princess and the Pirate                   | David Rose                                         |                                               |
| Summer Storm                                  | Karl Hajos                                         |                                               |
| Three Russian Girls                           | Franke Harling                                     |                                               |
| Up in Mabel's Room                            | Edward Paul                                        |                                               |
| Voice in the Wind                             | Michel Michelet                                    |                                               |
| Wilson                                        | Alfred Newman                                      |                                               |
| The Woman of the Town                         | Miklós Rózsa                                       |                                               |
| Trilha Sonora de um Filme Musical             |                                                    |                                               |
| Cover Girl                                    | Morris Stoloff & Carmen Dragon                     |                                               |
| Brazil                                        | Walter Scharf                                      |                                               |
| Higher and Higher                             | Bakaleinikoff                                      |                                               |
| Hollywood Canteen                             | Ray Heindorf                                       |                                               |
| Irish Eyes Are Smiling                        | Newman                                             |                                               |
| Knickerbocker Holiday                         | Werner Heymann & Kurt Weill                        |                                               |
| Lady in the Dark                              | Robert Emmett Dolan                                |                                               |
| Lady, Let's Dance                             | Edward Kay                                         |                                               |
| Meet Me in St. Louis                          | Georgie Stoll                                      |                                               |
| The Merry Monahans                            | Hans J. Salter                                     |                                               |
| Minstrel Man                                  | Ferde Grofé & Leo Erdody                           |                                               |
| Sensations of 1945                            | Mahlon Merrick                                     |                                               |
| Song of the Open Road                         | Charles Previn                                     |                                               |
| Up in Arms                                    | Louis Forbes & Ray Heindorf                        |                                               |
| 1945(18º)                                     |                                                    |                                               |
| Trilha Sonora de um Filme de Drama ou Comédia |                                                    |                                               |
| Spellbound                                    | Miklós Rózsa                                       |                                               |
| The Bells of St. Mary's                       | Robert E. Dolan                                    |                                               |
| Brewster's Millions                           | Louis Forbes                                       |                                               |
| Captain Kidd                                  | Werner Janssen                                     |                                               |
| The Enchanted Cottage                         | Roy Webb                                           |                                               |
| Flame of Barbary Coast                        | Morton Scott & Dale Butts                          |                                               |
| G. I. Honeymoon                               | Edward J. Kay                                      |                                               |
| G. I. Joe                                     | Louis Applebaum & Ann Ronell                       |                                               |
| Guest in the House                            | Janssen                                            |                                               |
| Guest Wife                                    | Daniele Amfitheatrof                               |                                               |
| The Keys of the Kingdom                       | Alfred Newman                                      |                                               |
| Farrapo Humano                                | Miklós Rózsa                                       |                                               |
| Love Letters                                  | Victor Young                                       |                                               |
| The Man Who Walked Alone                      | Karl Hajos                                         |                                               |
| Objective, Burma!                             | Franz Waxman                                       |                                               |
| Paris Underground                             | Alexandre Tansman                                  |                                               |
| A Song to Remember                            | Rózsa & Morris Stoloff                             |                                               |
| The Southerner                                | Werner Janssen                                     |                                               |
| This Love of Ours                             | Hans J. Salter                                     |                                               |
| The Valley of Decision                        | Herbert Stothart                                   |                                               |
| The Woman in the Window                       | Arthur Lange & Hugo Friedhofer                     |                                               |
| Trilha Sonora de um Filme Musical             |                                                    |                                               |
| Anchors Aweigh                                | Georgie Stoll                                      |                                               |
| Belle of the Yukon                            | Lange                                              |                                               |
| Can't Help Singing                            | Jerome Kern & Salter                               |                                               |
| Hitchhike to Happiness                        | Morton Scott                                       |                                               |
| Incendiary Blonde                             | Robert E. Dolan                                    |                                               |
| Rhapsody in Blue                              | Ray Heindorf & Max Steiner                         |                                               |
| State Fair                                    | Alfred Newman & Charles Henderson                  |                                               |
| Sunbonnet Sue                                 | Edward J. Kay                                      |                                               |
| The Three Caballeros                          | Edward Plumb, Paul Smith & Charles Wolcott         |                                               |
| Tonight and Every Night                       | Marlin Skiles & Morris Stoloff                     |                                               |
| Why Girls Leave Home                          | Walter Greene                                      |                                               |
| Wonder Man                                    | Louis Forbes & Ray Heindorf                        |                                               |
| 1946(19º)                                     |                                                    |                                               |
| Trilha Sonora de um Filme de Drama ou Comédia |                                                    |                                               |
| The Best Years of Our Lives                   | Hugo Friedhofer                                    |                                               |
| Anna and the King of Siam                     | Bernard Herrmann                                   |                                               |
| Henry V                                       | William Walton                                     |                                               |
| Humoresque                                    | Franz Waxman                                       |                                               |
| The Killers                                   | Miklós Rózsa                                       |                                               |
| Trilha Sonora de um Filme Musical             |                                                    |                                               |
| The Jolson Story                              | Morris Stoloff                                     |                                               |
| Blue Skies                                    | Robert Emmett Dolan                                |                                               |
| Centennial Summer                             | Alfred Newman                                      |                                               |
| The Harvey Girls                              | Lennie Hayton                                      |                                               |
| Night and Day                                 | Ray Heindorf & Max Steiner                         |                                               |
| 1947(20º)                                     |                                                    |                                               |
| Trilha Sonora de um Filme de Drama ou Comédia |                                                    |                                               |
| A Double Life                                 | Miklós Rózsa                                       |                                               |
| The Bishop's Wife                             | Hugo Friedhofer                                    |                                               |
| Captain from Castile                          | Alfred Newman                                      |                                               |
| Forever Amber                                 | David Raksin                                       |                                               |
| Life with Father                              | Max Steiner                                        |                                               |
| Trilha Sonora de um Filme Musical             |                                                    |                                               |
| Mother Wore Tights                            | Alfred Newman                                      |                                               |
| Fiesta                                        | Johnny Green                                       |                                               |
| My Wild Irish Rose                            | Ray Heindorf & Max Steiner                         |                                               |
| Road to Rio                                   | Robert Emmett Dolan                                |                                               |
| Song of the South                             | Daniele Amfitheatrof, Paul Smith & Charles Wolcott |                                               |
| 1948(21º)                                     | Trilha Sonora de um Filme de Drama ou Comédia      | Trilha Sonora de um Filme de Drama ou Comédia |
| 1948(21º)                                     | The Red Shoes                                      | Brian Easdale                                 |
| 1948(21º)                                     | Hamlet                                             | William Walton                                |
| 1948(21º)                                     | Joana d'Arc                                        | Hugo Friedhofer                               |
| 1948(21º)                                     | Johnny Belinda                                     | Max Steiner                                   |
| 1948(21º)                                     | The Snake Pit                                      | Alfred Newman                                 |
| 1948(21º)                                     | Trilha Sonora de um Filme Musical                  |                                               |
| 1948(21º)                                     | Easter Parade                                      | Johnny Green & Roger Edens                    |
| 1948(21º)                                     | The Emperor Waltz                                  | Victor Young                                  |
| 1948(21º)                                     | The Pirate                                         | Lennie Hayton                                 |
| 1948(21º)                                     | Romance on the High Seas                           | Ray Heindorf                                  |
| 1948(21º)                                     | When My Baby Smiles at Me                          | Alfred Newman                                 |
| 1949(22º)                                     | When My Baby Smiles at Me                          | Alfred Newman                                 |
| 1949(22º)                                     | Trilha Sonora de um Filme de Drama ou Comédia      |                                               |
| 1949(22º)                                     | The Heiress                                        | Aaron Copland                                 |
| 1949(22º)                                     | Beyond the Forest                                  | Max Steiner                                   |
| 1949(22º)                                     | Champion                                           | Dimitri Tiomkin                               |
| 1949(22º)                                     | Trilha Sonora de um Filme Musical                  |                                               |
| 1949(22º)                                     | On the Town                                        | Roger Edens & Lennie Hayton                   |
| 1949(22º)                                     | Jolson Sings Again                                 | Morris Stoloff & George Duning                |
| 1949(22º)                                     | Look for the Silver Lining                         | Ray Heindorf                                  |
|                                               | Look for the Silver Lining                         | Ray Heindorf                                  |

### Decáda de 1950
| Ano                                           | Filme                                                 | Indicados |
| --------------------------------------------- | ----------------------------------------------------- | --------- |
| 1950(23.ª)                                    |                                                       |           |
| Trilha Sonora de um Filme de Drama ou Comédia |                                                       |           |
| Sunset Boulevard                              | Franz Waxman                                          |           |
| All About Eve                                 | Alfred Newman                                         |           |
| The Flame and the Arrow                       | Max Steiner                                           |           |
| No Sad Songs for Me                           | George Duning                                         |           |
| Samson and Delilah                            | Victor Young                                          |           |
| Trilha Sonora de um Filme Musical             |                                                       |           |
| Annie Get Your Gun                            | Adolph Deutsch & Roger Edens                          |           |
| Cinderella                                    | Paul Smith & Oliver Wallace                           |           |
| I'll Get By                                   | Lionel Newman                                         |           |
| Three Little Words                            | André Previn                                          |           |
| The West Point Story                          | Ray Heindorf                                          |           |
| 1951(24.ª)                                    |                                                       |           |
| Trilha Sonora de um Filme de Drama ou Comédia |                                                       |           |
| A Place in the Sun                            | Franz Waxman                                          |           |
| David and Bathsheba                           | Alfred Newman                                         |           |
| Death of a Salesman                           | Alex North                                            |           |
| Quo Vadis                                     | Miklós Rózsa                                          |           |
| A Streetcar Named Desire                      | North                                                 |           |
| Trilha Sonora de um Filme Musical             |                                                       |           |
| An American in Paris                          | Saul Chaplin & Johnny Green                           |           |
| Alice in Wonderland                           | Oliver Wallace                                        |           |
| The Great Caruso                              | Peter Herman Adler & Green                            |           |
| On the Riviera                                | Newman                                                |           |
| Show Boat                                     | Adolph Deutsch & Conrad Salinger                      |           |
| 1952(25.ª)                                    |                                                       |           |
| Trilha Sonora de um Filme de Drama ou Comédia |                                                       |           |
| High Noon                                     | Dimitri Tiomkin                                       |           |
| Ivanhoe                                       | Miklós Rózsa                                          |           |
| The Miracle of Our Lady of Fatima             | Max Steiner                                           |           |
| The Thief                                     | Herschel Burke Gilbert                                |           |
| Viva Zapata!                                  | Alex North                                            |           |
| Trilha Sonora de um Filme Musical             |                                                       |           |
| With a Song in My Heart                       | Alfred Newman                                         |           |
| Hans Christian Andersen                       | Walter Scharf                                         |           |
| The Jazz Singer                               | Ray Heindorf & Steiner                                |           |
| The Medium                                    | Gian Carlo Menotti                                    |           |
| Singin' in the Rain                           | Lennie Hayton                                         |           |
| 1953(26.ª)                                    |                                                       |           |
| Trilha Sonora de um Filme de Drama ou Comédia |                                                       |           |
| Lili                                          | Bronisław Kaper                                       |           |
| Above and Beyond                              | Hugo Friedhofer                                       |           |
| From Here to Eternity                         | George Duning & Morris Stoloff                        |           |
| Julius Caesar                                 | Miklós Rózsa                                          |           |
| This Is Cinerama                              | Louis Forbes                                          |           |
| Trilha Sonora de um Filme Musical             |                                                       |           |
| Call Me Madam                                 | Alfred Newman                                         |           |
| The 5,000 Fingers of Dr. T.                   | Friedrich Hollaender & Stoloff                        |           |
| The Band Wagon                                | Adolph Deutsch                                        |           |
| Calamity Jane                                 | Ray Heindorf                                          |           |
| Kiss Me Kate                                  | Saul Chaplin & André Previn                           |           |
| 1954(27.ª)                                    |                                                       |           |
| Trilha Sonora de um Filme de Drama ou Comédia |                                                       |           |
| The High and the Mighty                       | Dimitri Tiomkin                                       |           |
| The Caine Mutiny                              | Max Steiner                                           |           |
| Genevieve                                     | Larry Adler                                           |           |
| On the Waterfront                             | Leonard Bernstein                                     |           |
| The Silver Chalice                            | Franz Waxman                                          |           |
| Trilha Sonora de um Filme Musical             |                                                       |           |
| Seven Brides for Seven Brothers               | Saul Chaplin & Adolph Deutsch                         |           |
| Carmen Jones                                  | Herschel Burke Gilbert                                |           |
| The Glenn Miller Story                        | Joseph Gershenson & Henry Mancini                     |           |
| A Star Is Born                                | Ray Heindorf                                          |           |
| There's No Business Like Show Business        | Alfred & Lionel Newman                                |           |
| 1955(28.ª)                                    |                                                       |           |
| Trilha Sonora de um Filme de Drama ou Comédia |                                                       |           |
| Love Is a Many-Splendored Thing               | Alfred Newman                                         |           |
| Battle Cry                                    | Max Steiner                                           |           |
| The Man with the Golden Arm                   | Elmer Bernstein                                       |           |
| Picnic                                        | George Duning                                         |           |
| The Rose Tattoo                               | Alex North                                            |           |
| Trilha Sonora de um Filme Musical             |                                                       |           |
| Oklahoma!                                     | Robert Russell Bennett, Jay Blackton & Adolph Deutsch |           |
| Daddy Long Legs                               | Alfred Newman                                         |           |
| Guys and Dolls                                | Blackton & Cyril J. Mockridge                         |           |
| It's Always Fair Weather                      | André Previn                                          |           |
| Love Me or Leave Me                           | Percy Faith & Georgie Stoll                           |           |
| 1956(29.ª)                                    |                                                       |           |
| Trilha Sonora de um Filme de Drama ou Comédia |                                                       |           |
| Around the World in 80 Days                   | Victor Young                                          |           |
| Anastasia                                     | Alfred Newman                                         |           |
| Between Heaven and Hell                       | Hugo Friedhofer                                       |           |
| Giant                                         | Dimitri Tiomkin                                       |           |
| The Rainmaker                                 | Alex North                                            |           |
| Trilha Sonora de um Filme Musical             |                                                       |           |
| The King and I                                | Ken Darby & Newman                                    |           |
| The Best Things in Life Are Free              | Lionel Newman                                         |           |
| The Eddy Duchin Story                         | George Duning & Morris Stoloff                        |           |
| High Society                                  | Saul Chaplin & Johnny Green                           |           |
| Meet Me in Las Vegas                          | Green & Georgie Stoll                                 |           |
| 1957(30.ª)                                    |                                                       |           |
| The Bridge on the River Kwai                  | Malcolm Arnold                                        |           |
| An Affair to Remember                         | Hugo Friedhofer                                       |           |
| Boy on a Dolphin                              | Hugo Friedhofer                                       |           |
| Perri                                         | Paul Smith                                            |           |
| Raintree County                               | Johnny Green                                          |           |
| 1958(31.ª)                                    |                                                       |           |
| Trilha Sonora de um Filme de Drama ou Comédia |                                                       |           |
| The Old Man and the Sea                       | Dimitri Tiomkin                                       |           |
| The Big Country                               | Jerome Moross                                         |           |
| Separate Tables                               | David Raksin                                          |           |
| White Wilderness                              | Oliver Wallace                                        |           |
| The Young Lions                               | Hugo Friedhofer                                       |           |
| Trilha Sonora de um Filme Musical             |                                                       |           |
| Gigi                                          | André Previn                                          |           |
| The Bolshoi Ballet                            | Yuri Fayer & Gennady Rozhdestvensky                   |           |
| Damn Yankees                                  | Ray Heindorf                                          |           |
| Mardi Gras                                    | Lionel Newman                                         |           |
| South Pacific                                 | Ken Darby & Alfred Newman                             |           |
| 1959(32.ª)                                    |                                                       |           |
| Trilha Sonora de um Filme de Drama ou Comédia |                                                       |           |
| Ben-Hur                                       | Miklós Rózsa                                          |           |
| The Diary of Anne Frank                       | Alfred Newman                                         |           |
| The Nun's Story                               | Franz Waxman                                          |           |
| On the Beach                                  | Ernest Gold                                           |           |
| Pillow Talk                                   | De Vol                                                |           |
| Trilha Sonora de um Filme Musical             |                                                       |           |
| Porgy and Bess                                | Ken Darby & André Previn                              |           |
| The Five Pennies                              | Leith Stevens                                         |           |
| Li'l Abner                                    | Joseph J. Lilley & Nelson Riddle                      |           |
| Say One for Me                                | Lionel Newman                                         |           |
| Sleeping Beauty                               | George Bruns                                          |           |

### Década de 1960
| Year                                          | Film                                                                                 | Nominees                         |
| --------------------------------------------- | ------------------------------------------------------------------------------------ | -------------------------------- |
| 1960(33.ª)                                    |                                                                                      |                                  |
| Trilha Sonora de um Filme de Drama ou Comédia |                                                                                      |                                  |
| Exodus                                        | Ernest Gold                                                                          |                                  |
| The Alamo                                     | Dimitri Tiomkin                                                                      |                                  |
| Elmer Gantry                                  | André Previn                                                                         |                                  |
| The Magnificent Seven                         | Elmer Bernstein                                                                      |                                  |
| Spartacus                                     | Alex North                                                                           |                                  |
| Trilha Sonora de um Filme Musical             |                                                                                      |                                  |
| Song Without End                              | Morris Stoloff & Harry Sukman                                                        |                                  |
| Bells Are Ringing                             | André Previn                                                                         |                                  |
| Can-Can                                       | Nelson Riddle                                                                        |                                  |
| Let's Make Love                               | Earle Hagen & Lionel Newman                                                          |                                  |
| Pepe                                          | Johnny Green                                                                         |                                  |
| 1961(34.ª)                                    |                                                                                      |                                  |
| Trilha Sonora de um Filme de Drama ou Comédia |                                                                                      |                                  |
| Breakfast at Tiffany's                        | Henry Mancini                                                                        |                                  |
| El Cid                                        | Miklós Rózsa                                                                         |                                  |
| Fanny                                         | Morris Stoloff & Harry Sukman                                                        |                                  |
| The Guns of Navarone                          | Dimitri Tiomkin                                                                      |                                  |
| Summer and Smoke                              | Elmer Bernstein                                                                      |                                  |
| Trilha Sonora de um Filme Musical             |                                                                                      |                                  |
| West Side Story                               | Saul Chaplin, Johnny Green, Sid Ramin, and Irwin Kostal                              |                                  |
| Babes in Toyland                              | George Bruns                                                                         |                                  |
| Flower Drum Song                              | Alfred Newman & Ken Darby                                                            |                                  |
| Khovanshchina                                 | Dmitri Shostakovich                                                                  |                                  |
| Paris Blues                                   | Duke Ellington                                                                       |                                  |
| 1962(35.ª)                                    | Trilha Sonora Original                                                               | Trilha Sonora Original           |
| 1962(35.ª)                                    | Lawrence of Arabia                                                                   | Maurice Jarre                    |
| 1962(35.ª)                                    | Freud                                                                                | Jerry Goldsmith                  |
| 1962(35.ª)                                    | Mutiny on the Bounty                                                                 | Bronisław Kaper                  |
| 1962(35.ª)                                    | Taras Bulba                                                                          | Franz Waxman                     |
| 1962(35.ª)                                    | To Kill a Mockingbird                                                                | Elmer Bernstein                  |
| 1962(35.ª)                                    | Trilha Sonora Adaptada                                                               |                                  |
| 1962(35.ª)                                    | The Music Man                                                                        | Ray Heindorf                     |
| 1962(35.ª)                                    | Billy Rose's Jumbo                                                                   | Georgie Stoll                    |
| 1962(35.ª)                                    | Gigot                                                                                | Michel Magne                     |
| 1962(35.ª)                                    | Gypsy                                                                                | Frank Perkins                    |
| 1962(35.ª)                                    | The Wonderful World of the Brothers Grimm                                            | Leigh Harline                    |
| 1963(36.ª)                                    |                                                                                      |                                  |
| Trilha Sonora Original                        |                                                                                      |                                  |
| Tom Jones                                     | John Addison                                                                         |                                  |
| 55 Days at Peking                             | Dimitri Tiomkin                                                                      |                                  |
| Cleopatra                                     | Alex North                                                                           |                                  |
| How the West Was Won                          | Alfred Newman & Ken Darby                                                            |                                  |
| It's a Mad, Mad, Mad, Mad World               | Ernest Gold                                                                          |                                  |
| Trilha Sonora Adaptada                        |                                                                                      |                                  |
| Irma la Douce                                 | André Previn                                                                         |                                  |
| Bye Bye Birdie                                | Johnny Green                                                                         |                                  |
| A New Kind of Love                            | Leith Stevens                                                                        |                                  |
| Sundays and Cybele                            | Maurice Jarre                                                                        |                                  |
| The Sword in the Stone                        | George Bruns                                                                         |                                  |
| 1964(37.ª)                                    |                                                                                      |                                  |
| Trilha Sonora Original                        |                                                                                      |                                  |
| Mary Poppins                                  | Sherman Brothers                                                                     |                                  |
| Becket                                        | Laurence Rosenthal                                                                   |                                  |
| The Fall of the Roman Empire                  | Dimitri Tiomkin                                                                      |                                  |
| Hush...Hush, Sweet Charlotte                  | De Vol                                                                               |                                  |
| The Pink Panther                              | Henry Mancini                                                                        |                                  |
| Trilha Sonora Adaptada                        |                                                                                      |                                  |
| My Fair Lady                                  | André Previn                                                                         |                                  |
| A Hard Day's Night                            | George Martin                                                                        |                                  |
| Mary Poppins                                  | Irwin Kostal                                                                         |                                  |
| Robin and the 7 Hoods                         | Nelson Riddle                                                                        |                                  |
| The Unsinkable Molly Brown                    | Robert Armbruster, Leo Arnaud, Jack Elliott, Jack Hayes, Calvin Jackson & Leo Shuken |                                  |
| 1965(38.ª)                                    | Trilha Sonora Original                                                               | Trilha Sonora Original           |
| 1965(38.ª)                                    | Doctor Zhivago                                                                       | Maurice Jarre                    |
| 1965(38.ª)                                    | The Agony and the Ecstasy                                                            | Alex North                       |
| 1965(38.ª)                                    | The Greatest Story Ever Told                                                         | Alfred Newman                    |
| 1965(38.ª)                                    | A Patch of Blue                                                                      | Jerry Goldsmith                  |
| 1965(38.ª)                                    | The Umbrellas of Cherbourg                                                           | Jacques Demy & Michel Legrand    |
| 1965(38.ª)                                    | Trilha Sonora Adaptada                                                               |                                  |
| 1965(38.ª)                                    | The Sound of Music                                                                   | Irwin Kostal                     |
| 1965(38.ª)                                    | Cat Ballou                                                                           | De Vol                           |
| 1965(38.ª)                                    | The Pleasure Seekers                                                                 | Sandy Courage & Lionel Newman    |
| 1965(38.ª)                                    | A Thousand Clowns                                                                    | Don Walker                       |
| 1965(38.ª)                                    | The Umbrellas of Cherbourg                                                           | Michel Legrand                   |
| 1966(39.ª)                                    | Trilha Sonora Original                                                               | Trilha Sonora Original           |
| 1966(39.ª)                                    | Born Free                                                                            | John Barry                       |
| 1966(39.ª)                                    | The Bible: In the Beginning...                                                       | Toshiro Mayuzumi                 |
| 1966(39.ª)                                    | Hawaii                                                                               | Elmer Bernstein                  |
| 1966(39.ª)                                    | The Sand Pebbles                                                                     | Jerry Goldsmith                  |
| 1966(39.ª)                                    | Who's Afraid of Virginia Woolf?                                                      | Alex North                       |
| 1966(39.ª)                                    | Trilha Sonora Adaptada                                                               |                                  |
| 1966(39.ª)                                    | A Funny Thing Happened on the Way to the Forum                                       | Ken Thorne                       |
| 1966(39.ª)                                    | The Gospel According to St. Matthew                                                  | Luis Bacalov                     |
| 1966(39.ª)                                    | Return of the Seven                                                                  | Elmer Bernstein                  |
| 1966(39.ª)                                    | The Singing Nun                                                                      | Harry Sukman                     |
| 1966(39.ª)                                    | Stop the World – I Want to Get Off                                                   | Al Ham                           |
| 1967(40.ª)                                    | Trilha Sonora Original                                                               | Trilha Sonora Original           |
| 1967(40.ª)                                    | Thoroughly Modern Millie                                                             | Elmer Bernstein                  |
| 1967(40.ª)                                    | Cool Hand Luke                                                                       | Lalo Schifrin                    |
| 1967(40.ª)                                    | Doctor Dolittle                                                                      | Leslie Bricusse                  |
| 1967(40.ª)                                    | Far from the Madding Crowd                                                           | Richard Rodney Bennett           |
| 1967(40.ª)                                    | In Cold Blood                                                                        | Quincy Jones                     |
| 1967(40.ª)                                    | Trilha Sonora Adaptada                                                               |                                  |
| 1967(40.ª)                                    | Camelot                                                                              | Ken Darby & Alfred Newman        |
| 1967(40.ª)                                    | Doctor Dolittle                                                                      | Sandy Courage & Lionel Newman    |
| 1967(40.ª)                                    | Guess Who's Coming to Dinner                                                         | De Vol                           |
| 1967(40.ª)                                    | Thoroughly Modern Millie                                                             | Joseph Gershenson & André Previn |
| 1967(40.ª)                                    | Valley of the Dolls                                                                  | John Williams                    |
| 1968(41.ª)                                    |                                                                                      |                                  |
| Trilha Sonora Original (Não Musical)          |                                                                                      |                                  |
| The Lion in Winter                            | John Barry                                                                           |                                  |
| The Fox                                       | Lalo Schifrin                                                                        |                                  |
| Planet of the Apes                            | Jerry Goldsmith                                                                      |                                  |
| The Shoes of the Fisherman                    | Alex North                                                                           |                                  |
| The Thomas Crown Affair                       | Michel Legrand                                                                       |                                  |
| Trilha Sonora Original ou Adaptada de Musical |                                                                                      |                                  |
| Oliver!                                       | Johnny Green (trilha sonora adaptada)                                                |                                  |
| Finian's Rainbow                              | Ray Heindorf (trilha sonora adaptada)                                                |                                  |
| Funny Girl                                    | Walter Scharf (trilha sonora adaptada)                                               |                                  |
| Star!                                         | Lennie Hayton (trilha sonora adaptada)                                               |                                  |
| The Young Girls of Rochefort                  | Legrand (música & trilha sonora adaptada) & Jacques Demy (letras)                    |                                  |
| 1969(42.ª)                                    |                                                                                      |                                  |
| Trilha Sonora Original (Não Musical)          |                                                                                      |                                  |
| Butch Cassidy and the Sundance Kid            | Burt Bacharach                                                                       |                                  |
| Anne of the Thousand Days                     | Georges Delerue                                                                      |                                  |
| The Reivers                                   | John Williams                                                                        |                                  |
| The Secret of Santa Vittoria                  | Ernest Gold                                                                          |                                  |
| The Wild Bunch                                | Jerry Fielding                                                                       |                                  |
| Trilha Sonora Original ou Adaptada de Musical |                                                                                      |                                  |
| Hello, Dolly!                                 | Lennie Hayton & Lionel Newman (trilha sonora adaptada)                               |                                  |
| Goodbye, Mr. Chips                            | Leslie Bricusse (música e letras) & John Williams (trilha sonora adaptada)           |                                  |
| Paint Your Wagon                              | Nelson Riddle (trilha sonora adaptada)                                               |                                  |
| Sweet Charity                                 | Cy Coleman (trilha sonora adaptada)                                                  |                                  |
| They Shoot Horses, Don't They?                | Johnny Green & Albert Woodbury (trilha sonora adaptada)                              |                                  |

### Década de 1970
| Ano                                      | Filme | Indicados |
| ---------------------------------------- | --- | --------- |
| 1970(43.ª)                               | |           |
| Trilha Sonora Original                   | |           |
| Love Story                               | Francis Lai |           |
| Airport                                  | Alfred Newman |           |
| Cromwell                                 | Frank Cordell |           |
| Patton                                   | Jerry Goldsmith |           |
| Sunflower                                | Henry Mancini |           |
| Canção Original                          | |           |
| Let It Be                                | The Beatles (músicas & letras) |           |
| The Baby Maker                           | Fred Karlin (música) & Tylwyth Kymry (letras)                                                                                           |           |
| A Boy Named Charlie Brown                | Rod McKuen (música & letras), John Scott Trotter (music), Bill Melendez, Al Shean (letras), Vince Guaraldi (adaptação da trilha sonora) |           |
| Darling Lili                             | Henry Mancini (música) & Johnny Mercer (letras)                                                                                         |           |
| Scrooge                                  | Leslie Bricusse (música & letras), Ian Fraser & Herbert W. Spencer (adaptação da trilha sonora)                                         |           |
| 1971(44.ª)                               | |           |
| Trilha Sonora Original de Drama          | |           |
| Summer of '42                            | Michel Legrand |           |
| Mary, Queen of Scots                     | John Barry |           |
| Nicholas and Alexandra                   | Richard Rodney Bennett |           |
| Shaft                                    | Isaac Hayes |           |
| Straw Dogs                               | Jerry Fielding |           |
| Canção Original e Trilha Sonora Adaptada | |           |
| Fiddler on the Roof                      | John Williams (adaptação da trilha sonora)                                                                                              |           |
| Bedknobs and Broomsticks                 | Sherman Brothers (canção) & Irwin Kostal (adaptação da trilha sonora)                                                                   |           |
| The Boy Friend                           | Peter Maxwell Davies & Peter Greenwell (adaptação da trilha sonora)                                                                     |           |
| Chaikovsky                               | Dimitri Tiomkin (adaptação da trilha sonora)                                                                                            |           |
| Willy Wonka & the Chocolate Factory      | Leslie Bricusse & Anthony Newley (song score) & Walter Scharf (adaptação da trilha sonora)                                              |           |
| 1972(45.ª)                               | |           |
| Trilha Sonora Original de Drama          | |           |
| Limelight                                | Charlie Chaplin, Raymond Rasch & Larry Russell                                                                                          |           |
| The Godfather (nomination revoked)       | Nino Rota |           |
| Images                                   | John Williams |           |
| Napoleon and Samantha                    | Buddy Baker |           |
| The Poseidon Adventure                   | John Williams |           |
| Sleuth                                   | John Addison |           |
| Canção Original e Trilha Sonora Adaptada | |           |
| Cabaret                                  | Ralph Burns (adaptação da trilha sonora)                                                                                                |           |
| Lady Sings the Blues                     | Gil Askey (adaptação da trilha sonora)                                                                                                  |           |
| Man of La Mancha                         | Laurence Rosenthal (adaptação da trilha sonora)                                                                                         |           |
| 1973(46.ª)                               | |           |
| Trilha Sonora Original de Drama          | |           |
| The Way We Were                          | Marvin Hamlisch |           |
| Cinderella Liberty                       | John Williams |           |
| The Day of the Dolphin                   | Georges Delerue |           |
| Papillon                                 | Jerry Goldsmith |           |
| A Touch of Class                         | John Cameron |           |
| Canção Original e Trilha Sonora Adaptada | |           |
| The Sting                                | Marvin Hamlisch (adaptação da trilha sonora)                                                                                            |           |
| Jesus Christ Superstar                   | André Previn, Herbert W. Spencer & Andrew Lloyd Webber (adaptação da trilha sonora)                                                     |           |
| Tom Sawyer                               | Sherman Brothers (canção) & Williams (adaptação da trilha sonora)                                                                       |           |
| 1974(47.ª)                               | |           |
| Trilha Sonora Original de Drama          | |           |
| The Godfather Part II                    | Nino Rota & Carmine Coppola |           |
| Chinatown                                | Jerry Goldsmith |           |
| Murder on the Orient Express             | Richard Rodney Bennett |           |
| Shanks                                   | Alex North |           |
| The Towering Inferno                     | John Williams |           |
| Canção Original e Trilha Sonora Adaptada | |           |
| The Great Gatsby                         | Nelson Riddle (adaptação da trilha sonora)                                                                                              |           |
| The Little Prince                        | Alan Jay Lerner & Frederick Loewe (canção), Douglas Gamley & Angela Morley (adaptação da trilha sonora)                                 |           |
| Phantom of the Paradise                  | Paul Williams (song & adaptação da trilha sonora) & George Tipton (adaptação da trilha sonora)                                          |           |
| 1975(48.ª)                               | |           |
| Trilha Sonora Original                   | |           |
| Jaws                                     | John Williams |           |
| Birds Do It, Bees Do It                  | Gerald Fried |           |
| Bite the Bullet                          | Alex North |           |
| One Flew Over the Cuckoo's Nest          | Jack Nitzsche |           |
| The Wind and the Lion                    | Jerry Goldsmith |           |
| Canção Original e Trilha Sonora Adaptada | |           |
| Barry Lyndon                             | Leonard Rosenman (adaptação da trilha sonora)                                                                                           |           |
| Funny Lady                               | Peter Matz (adaptação da trilha sonora)                                                                                                 |           |
| Tommy                                    | Pete Townshend (adaptação da trilha sonora)                                                                                             |           |
| 1976(49.ª)                               | |           |
| Trilha Sonora Original                   | |           |
| The Omen                                 | Jerry Goldsmith |           |
| Obsession                                | Bernard Herrmann |           |
| The Outlaw Josey Wales                   | Jerry Fielding |           |
| Taxi Driver                              | Bernard Herrmann |           |
| Voyage of the Damned                     | Lalo Schifrin |           |
| Canção Original e Trilha Sonora Adaptada | |           |
| Bound for Glory                          | Leonard Rosenman (adaptação da trilha sonora)                                                                                           |           |
| Bugsy Malone                             | Paul Williams (canção & adaptação da trilha sonora)                                                                                     |           |
| A Star Is Born                           | Roger Kellaway (adaptação da trilha sonora)                                                                                             |           |
| 1977(50.ª)                               | |           |
| Trilha Sonora Original                   | |           |
| Star Wars                                | John Williams |           |
| Close Encounters of the Third Kind       | John Williams |           |
| Julia                                    | Georges Delerue |           |
| Mohammad, Messenger of God               | Maurice Jarre |           |
| The Spy Who Loved Me                     | Marvin Hamlisch |           |
| Canção Original e Trilha Sonora Adaptada | |           |
| A Little Night Music                     | Jonathan Tunick (adaptação da trilha sonora)                                                                                            |           |
| Pete's Dragon                            | Joel Hirschhorn & Al Kasha (canção) & Irwin Kostal (adaptação da trilha sonora)                                                         |           |
| The Slipper and the Rose                 | Sherman Brothers (canção) & Angela Morley (adaptação da trilha sonora)                                                                  |           |
| 1978(51.ª)                               | |           |
| Trilha Sonora Original                   | |           |
| Midnight Express                         | Giorgio Moroder |           |
| The Boys from Brazil                     | Jerry Goldsmith |           |
| Days of Heaven                           | Ennio Morricone |           |
| Heaven Can Wait                          | Dave Grusin |           |
| Superman                                 | John Williams |           |
| Trilha Sonora Adaptada                   | |           |
| The Buddy Holly Story                    | Joe Renzetti |           |
| Pretty Baby                              | Jerry Wexler |           |
| The Wiz                                  | Quincy Jones |           |
| 1979(52.ª)                               | |           |
| Trilha Sonora Original                   | |           |
| A Little Romance                         | Georges Delerue |           |
| 10                                       | Henry Mancini |           |
| The Amityville Horror                    | Lalo Schifrin |           |
| The Champ                                | Dave Grusin |           |
| Star Trek: The Motion Picture            | Jerry Goldsmith |           |
| Canção Original e Trilha Sonora Adaptada | |           |
| All That Jazz                            | Ralph Burns (adaptação da trilha sonora)                                                                                                |           |
| Breaking Away                            | Patrick Williams (adaptação da trilha sonora)                                                                                           |           |
| The Muppet Movie                         | Paul Williams (canção & adaptação da trilha sonora & Kenny Ascher (canção)                                                              |           |

### Década de 1980
| Ano                                  | Filme | Indicados |
| ------------------------------------ | --- | --------- |
| 1980(53.ª)                           | |           |
| Fame                                 | Michael Gore |           |
| Altered States                       | John Corigliano |           |
| The Elephant Man                     | John Morris |           |
| The Empire Strikes Back              | John Williams |           |
| Tess                                 | Philippe Sarde |           |
| 1981(54.ª)                           | |           |
| Chariots of Fire                     | Vangelis |           |
| Dragonslayer                         | Alex North |           |
| On Golden Pond                       | Dave Grusin |           |
| Ragtime                              | Randy Newman |           |
| Raiders of the Lost Ark              | John Williams |           |
| 1982(55.ª)                           | |           |
| Trilha Sonora Original               | |           |
| E.T. the Extra-Terrestrial           | John Williams |           |
| Gandhi                               | George Fenton & Ravi Shankar |           |
| An Officer and a Gentleman           | Jack Nitzsche |           |
| Poltergeist                          | Jerry Goldsmith |           |
| Sophie's Choice                      | Marvin Hamlisch |           |
| Trilha Sonora Adaptada               | |           |
| Victor/Victoria                      | Henry Mancini (song & adaptation score) & Leslie Bricusse (song score) |           |
| Annie                                | Ralph Burns (adaptation score) |           |
| One from the Heart                   | Tom Waits (song score) |           |
| 1983(56.ª)                           | |           |
| Original Score                       | |           |
| The Right Stuff                      | Bill Conti |           |
| Cross Creek                          | Leonard Rosenman |           |
| Return of the Jedi                   | John Williams |           |
| Terms of Endearment                  | Michael Gore |           |
| Under Fire                           | Jerry Goldsmith |           |
| Trilha Sonora Adaptada               | |           |
| Yentl                                | Michel Legrand (song & adaptation score) & Alan & Marilyn Bergman (song score) |           |
| The Sting II                         | Lalo Schifrin (adaptation score) |           |
| Trading Places                       | Elmer Bernstein (adaptation score) |           |
| 1984(57.ª)                           | |           |
| Trilha Sonora Original               | |           |
| A Passage to India                   | Maurice Jarre |           |
| Indiana Jones and the Temple of Doom | John Williams |           |
| The Natural                          | Randy Newman |           |
| The River                            | John Williams |           |
| Under the Volcano                    | Alex North |           |
| Canção Original                      | |           |
| Purple Rain                          | Prince |           |
| The Muppets Take Manhattan           | Jeff Moss |           |
| Songwriter                           | Kris Kristofferson |           |
| 1985(58.ª)                           | |           |
| Out of Africa                        | John Barry |           |
| Agnes of God                         | Georges Delerue |           |
| The Color Purple                     | Chris Boardman, Jorge Calandrelli, Andraé Crouch, Jack Hayes, Jerry Hey, Quincy Jones, Randy Kerber, Jeremy Lubbock, Joel Rosenbaum, Caiphus Semenya, Fred Steiner & Rod Temperton |           |
| Silverado                            | Bruce Broughton |           |
| Witness                              | Maurice Jarre |           |
| 1986(59.ª)                           | |           |
| Round Midnight                       | Herbie Hancock |           |
| Aliens                               | James Horner |           |
| Hoosiers                             | Jerry Goldsmith |           |
| The Mission                          | Ennio Morricone |           |
| Star Trek IV: The Voyage Home        | Leonard Rosenman |           |
| 1987(60.ª)                           | |           |
| The Last Emperor                     | Ryuichi Sakamoto, David Byrne & Cong Su |           |
| Cry Freedom                          | George Fenton & Jonas Gwangwa |           |
| Empire of the Sun                    | John Williams |           |
| The Untouchables                     | Ennio Morricone |           |
| The Witches of Eastwick              | John Williams |           |
| 1988(61.ª)                           | |           |
| The Milagro Beanfield War            | Dave Grusin |           |
| The Accidental Tourist               | John Williams |           |
| Dangerous Liaisons                   | George Fenton |           |
| Gorillas in the Mist                 | Maurice Jarre |           |
| Rain Man                             | Hans Zimmer |           |
| 1989(62.ª)                           | |           |
| A Pequena Sereia                     | Alan Menken |           |
| Born on the Fourth of July           | John Williams |           |
| The Fabulous Baker Boys              | Dave Grusin |           |
| Field of Dreams                      | James Horner |           |
| Indiana Jones and the Last Crusade   | John Williams |           |

### Década de 1990
| Ano                                 | Filme                                                                                 | Indicados |
| ----------------------------------- | ------------------------------------------------------------------------------------- | --------- |
| 1990(63.ª)                          |                                                                                       |           |
| Dances with Wolves                  | John Barry                                                                            |           |
| Avalon                              | Randy Newman                                                                          |           |
| Ghost                               | Maurice Jarre                                                                         |           |
| Havana                              | Dave Grusin                                                                           |           |
| Home Alone                          | John Williams                                                                         |           |
| 1991(64.ª)                          |                                                                                       |           |
| Beauty and the Beast                | Alan Menken                                                                           |           |
| Bugsy                               | Ennio Morricone                                                                       |           |
| The Fisher King                     | George Fenton                                                                         |           |
| JFK                                 | John Williams                                                                         |           |
| The Prince of Tides                 | James Newton Howard                                                                   |           |
| 1992(65.ª)                          |                                                                                       |           |
| Aladdin                             | Alan Menken                                                                           |           |
| Basic Instinct                      | Jerry Goldsmith                                                                       |           |
| Chaplin                             | John Barry                                                                            |           |
| Howards End                         | Richard Robbins                                                                       |           |
| A River Runs Through It             | Mark Isham                                                                            |           |
| (66 19.ª)                           |                                                                                       |           |
| Schindler's List                    | John Williams                                                                         |           |
| The Age of Innocence                | Elmer Bernstein                                                                       |           |
| The Firm                            | Dave Grusin                                                                           |           |
| The Fugitive                        | James Newton Howard                                                                   |           |
| The Remains of the Day              | Richard Robbins                                                                       |           |
| 1994(67.ª)                          |                                                                                       |           |
| The Lion King                       | Hans Zimmer                                                                           |           |
| Forrest Gump                        | Alan Silvestri                                                                        |           |
| Interview with the Vampire          | Elliot Goldenthal                                                                     |           |
| Little Women                        | Thomas Newman                                                                         |           |
| The Shawshank Redemption            | Thomas Newman                                                                         |           |
| 1995(68.ª)                          |                                                                                       |           |
| Original Dramatic Score             |                                                                                       |           |
| The Postman                         | Luis Bacalov                                                                          |           |
| Apollo 13                           | James Horner                                                                          |           |
| Braveheart                          | James Horner                                                                          |           |
| Nixon                               | John Williams                                                                         |           |
| Sense and Sensibility               | Patrick Doyle                                                                         |           |
| Original Musical or Comedy Score    |                                                                                       |           |
| Pocahontas                          | Alan Menken (música & arranjo orquestral) & Stephen Schwartz (letras)                 |           |
| The American President              | Marc Shaiman                                                                          |           |
| Sabrina                             | John Williams                                                                         |           |
| Toy Story                           | Randy Newman                                                                          |           |
| Unstrung Heroes                     | Thomas Newman                                                                         |           |
| 1996(69.ª)                          |                                                                                       |           |
| Original Dramatic Score             |                                                                                       |           |
| The English Patient                 | Gabriel Yared                                                                         |           |
| Hamlet                              | Patrick Doyle                                                                         |           |
| Michael Collins                     | Elliot Goldenthal                                                                     |           |
| Shine                               | David Hirschfelder                                                                    |           |
| Sleepers                            | John Williams                                                                         |           |
| Original Musical or Comedy Score    |                                                                                       |           |
| Emma                                | Rachel Portman                                                                        |           |
| The First Wives Club                | Marc Shaiman                                                                          |           |
| The Hunchback of Notre Dame         | Alan Menken (música & arranjo orquestral) & Stephen Schwartz (letras)                 |           |
| James and the Giant Peach           | Randy Newman                                                                          |           |
| The Preacher's Wife                 | Hans Zimmer                                                                           |           |
| 1997(70.ª)                          |                                                                                       |           |
| Original Dramatic Score             |                                                                                       |           |
| Titanic                             | James Horner                                                                          |           |
| Amistad                             | John Williams                                                                         |           |
| Good Will Hunting                   | Danny Elfman                                                                          |           |
| Kundun                              | Philip Glass                                                                          |           |
| L.A. Confidential                   | Jerry Goldsmith                                                                       |           |
| Original Musical or Comedy Score    |                                                                                       |           |
| The Full Monty                      | Anne Dudley                                                                           |           |
| Anastasia                           | Stephen Flaherty (música), Lynn Ahrens (letras) & David Newman (arranjo orquestral)   |           |
| As Good as It Gets                  | Hans Zimmer                                                                           |           |
| Men in Black                        | Danny Elfman                                                                          |           |
| My Best Friend's Wedding            | James Newton Howard                                                                   |           |
| 1998(71.ª)                          |                                                                                       |           |
| Original Dramatic Score             |                                                                                       |           |
| La vita è bella (Life Is Beautiful) | Nicola Piovani                                                                        |           |
| Elizabeth                           | David Hirschfelder                                                                    |           |
| Pleasantville                       | Randy Newman                                                                          |           |
| Saving Private Ryan                 | John Williams                                                                         |           |
| The Thin Red Line                   | Hans Zimmer                                                                           |           |
| Original Musical or Comedy Score    |                                                                                       |           |
| Shakespeare in Love                 | Stephen Warbeck                                                                       |           |
| A Bug's Life                        | Randy Newman                                                                          |           |
| Mulan                               | Matthew Wilder (música), David Zippel (letras) & Jerry Goldsmith (arranjo orquestral) |           |
| Patch Adams                         | Marc Shaiman                                                                          |           |
| The Prince of Egypt                 | Stephen Schwartz (música & letras) & Hans Zimmer (arranjo orquestral)                 |           |
| 1999(72.ª)                          |                                                                                       |           |
| Le Violon rouge (The Red Violin)    | John Corigliano                                                                       |           |
| American Beauty                     | Thomas Newman                                                                         |           |
| Angela's Ashes                      | John Williams                                                                         |           |
| The Cider House Rules               | Rachel Portman                                                                        |           |
| The Talented Mr. Ripley             | Gabriel Yared                                                                         |           |

### Década de 2000
| Ano                                               | Filme                         | Indicados |
| ------------------------------------------------- | ----------------------------- | --------- |
| 2000(73.ª)                                        |                               |           |
| Crouching Tiger, Hidden Dragon                    | Tan Dun                       |           |
| Chocolat                                          | Rachel Portman                |           |
| Gladiator                                         | Hans Zimmer                   |           |
| Malèna                                            | Ennio Morricone               |           |
| The Patriot                                       | John Williams                 |           |
| 2001(74.ª)                                        |                               |           |
| The Lord of the Rings: The Fellowship of the Ring | Howard Shore                  |           |
| A.I. Artificial Intelligence                      | John Williams                 |           |
| A Beautiful Mind                                  | James Horner                  |           |
| Harry Potter and the Sorcerer's Stone             | John Williams                 |           |
| Monsters, Inc.                                    | Randy Newman                  |           |
| 2002(75.ª)                                        |                               |           |
| Frida                                             | Elliot Goldenthal             |           |
| Catch Me If You Can                               | John Williams                 |           |
| Far from Heaven                                   | Elmer Bernstein               |           |
| The Hours                                         | Philip Glass                  |           |
| Road to Perdition                                 | Thomas Newman                 |           |
| 2003(76.ª)                                        |                               |           |
| The Lord of the Rings: The Return of the King     | Howard Shore                  |           |
| Big Fish                                          | Danny Elfman                  |           |
| Cold Mountain                                     | Gabriel Yared                 |           |
| Finding Nemo                                      | Thomas Newman                 |           |
| House of Sand and Fog                             | James Horner                  |           |
| 2004(77.ª)                                        |                               |           |
| Finding Neverland                                 | Jan A. P. Kaczmarek           |           |
| Harry Potter and the Prisoner of Azkaban          | John Williams                 |           |
| Lemony Snicket's A Series of Unfortunate Events   | Thomas Newman                 |           |
| The Passion of the Christ                         | John Debney                   |           |
| The Village                                       | James Newton Howard           |           |
| 2005(78.ª)                                        |                               |           |
| Brokeback Mountain                                | Gustavo Santaolalla           |           |
| The Constant Gardener                             | Alberto Iglesias              |           |
| Memoirs of a Geisha                               | John Williams                 |           |
| Munich                                            | John Williams                 |           |
| Pride & Prejudice                                 | Dario Marianelli              |           |
| 2006(79.ª)                                        |                               |           |
| Babel                                             | Gustavo Santaolalla           |           |
| The Good German                                   | Thomas Newman                 |           |
| Notes on a Scandal                                | Philip Glass                  |           |
| Pan's Labyrinth                                   | Javier Navarrete              |           |
| The Queen                                         | Alexandre Desplat             |           |
| 2007(80.ª)                                        |                               |           |
| Atonement                                         | Dario Marianelli              |           |
| 3:10 to Yuma                                      | Marco Beltrami                |           |
| The Kite Runner                                   | Alberto Iglesias              |           |
| Michael Clayton                                   | James Newton Howard           |           |
| Ratatouille                                       | Michael Giacchino             |           |
| 2008(81.ª)                                        |                               |           |
| Slumdog Millionaire                               | A. R. Rahman                  |           |
| The Curious Case of Benjamin Button               | Alexandre Desplat             |           |
| Defiance                                          | James Newton Howard           |           |
| Milk                                              | Danny Elfman                  |           |
| WALL-E                                            | Thomas Newman                 |           |
| 2009(82.ª)                                        |                               |           |
| Up                                                | Michael Giacchino             |           |
| Avatar                                            | James Horner                  |           |
| Fantastic Mr. Fox                                 | Alexandre Desplat             |           |
| The Hurt Locker                                   | Marco Beltrami & Buck Sanders |           |
| Sherlock Holmes                                   | Hans Zimmer                   |           |

### Década de 2010
| Ano                                       | Filme                        | Indicados |
| ----------------------------------------- | ---------------------------- | --------- |
| 2010(83.ª)                                |                              |           |
| The Social Network                        | Trent Reznor & Atticus Ross  |           |
| 127 Hours                                 | A. R. Rahman                 |           |
| How to Train Your Dragon                  | John Powell                  |           |
| Inception                                 | Hans Zimmer                  |           |
| The King's Speech                         | Alexandre Desplat            |           |
| 2011(84.ª)                                |                              |           |
| The Artist                                | Ludovic Bource               |           |
| The Adventures of Tintin                  | John Williams                |           |
| Hugo                                      | Howard Shore                 |           |
| Tinker Tailor Soldier Spy                 | Alberto Iglesias             |           |
| War Horse                                 | John Williams                |           |
| 2012(85th)                                |                              |           |
| Life of Pi                                | Mychael Danna                |           |
| Anna Karenina                             | Dario Marianelli             |           |
| Argo                                      | Alexandre Desplat            |           |
| Lincoln                                   | John Williams                |           |
| Skyfall                                   | Thomas Newman                |           |
| 2013(86.ª)                                |                              |           |
| Gravity                                   | Steven Price                 |           |
| The Book Thief                            | John Williams                |           |
| Her                                       | Will Butler & Owen Pallett   |           |
| Philomena                                 | Alexandre Desplat            |           |
| Saving Mr. Banks                          | Thomas Newman                |           |
| 2014(87.ª)                                |                              |           |
| The Grand Budapest Hotel                  | Alexandre Desplat            |           |
| The Imitation Game                        | Alexandre Desplat            |           |
| Interstellar                              | Hans Zimmer                  |           |
| Mr. Turner                                | Gary Yershon                 |           |
| The Theory of Everything                  | Jóhann Jóhannsson            |           |
| 2015(88.ª)                                |                              |           |
| The Hateful Eight                         | Ennio Morricone              |           |
| Bridge of Spies                           | Thomas Newman                |           |
| Carol                                     | Carter Burwell               |           |
| Sicario                                   | Jóhann Jóhannsson            |           |
| Star Wars: The Force Awakens              | John Williams                |           |
| 2016(89.ª)                                |                              |           |
| La La Land                                | Justin Hurwitz               |           |
| Jackie                                    | Mica Levi                    |           |
| Lion                                      | Hauschka & Dustin O'Halloran |           |
| Moonlight                                 | Nicholas Britell             |           |
| Passengers                                | Thomas Newman                |           |
| 2017(90.ª)                                |                              |           |
| The Shape of Water                        | Alexandre Desplat            |           |
| Dunkirk                                   | Hans Zimmer                  |           |
| Phantom Thread                            | Jonny Greenwood              |           |
| Star Wars: The Last Jedi                  | John Williams                |           |
| Three Billboards Outside Ebbing, Missouri | Carter Burwell               |           |
| 2018(91ª)                                 |                              |           |
| Black Panther                             | Ludwig Göransson             |           |
| BlacKkKlansman                            | Terence Blanchard            |           |
| If Beale Street Could Talk                | Nicholas Britell             |           |
| Isle of Dogs                              | Alexandre Desplat            |           |
| Mary Poppins Returns                      | Marc Shaiman                 |           |
| 2019(92.ª)                                |                              |           |
| Joker                                     | Hildur Guðnadóttir           |           |
| Little Women                              | Alexandre Desplat            |           |
| Marriage Story                            | Randy Newman                 |           |
| 1917                                      | Thomas Newman                |           |
| Star Wars: The Rise of Skywalker          | John Williams                |           |

### Década de 2020
| Ano                                   | Filme                          | Indicados                                |
| 2020/21 (93.ª)                        |                                |                                          |
| ------------------------------------- | ------------------------------ | ---------------------------------------- |
| 2020/21 (93.ª)                        | Soul                           | Trent Reznor, Atticus Ross & Jon Batiste |
| 2020/21 (93.ª)                        | Da 5 Bloods                    | Terence Blanchard                        |
| 2020/21 (93.ª)                        | Mank                           | Trent Reznor & Atticus Ross              |
| 2020/21 (93.ª)                        | Minari                         | Emile Mosseri                            |
| 2020/21 (93.ª)                        | News of the World              | James Newton Howard                      |
| 2021 (94.ª)                           |                                |                                          |
| Duna                                  | Hans Zimmer                    |                                          |
| Don't Look Up                         | Nicholas Britell               |                                          |
| Encanto                               | Germaine Franco                |                                          |
| Madres paralelas                      | Alberto Iglesias               |                                          |
| The Power of the Dog                  | Jonny Greenwood                |                                          |
| 2022 (95.ª)                           |                                |                                          |
| Im Westen nichts Neues                | Volker Bertelmann              |                                          |
| Babylon                               | Justin Hurwitz                 |                                          |
| The Banshees of Inisherin             | Carter Burwell                 |                                          |
| Everything Everywhere All at Once     | Son Lux                        |                                          |
| The Fabelmans                         | John Williams                  |                                          |
| 2023 (96.ª)                           |                                |                                          |
| Oppenheimer                           | Ludwig Göransson               |                                          |
| Poor Things                           | Jerskin Fendrix                |                                          |
| American Fiction                      | Laura Karpman                  |                                          |
| Indiana Jones and the Dial of Destiny | John Williams                  |                                          |
| Killers of the Flower Moon            | Robbie Robertson               |                                          |
| 2024 (97.ª)                           |                                |                                          |
| O Brutalista                          | Daniel Blumberg                |                                          |
| Conclave                              | Volker Bertelmann              |                                          |
| Emilia Pérez                          | Clément Ducol e Camille        |                                          |
| Wicked                                | John Powell e Stephen Schwartz |                                          |
| The Wild Robot                        | Kris Bowers                    |                                          |

## Recordes
Estes são apenas para indicações nas categorias de trilha sonora. Indicações em outras categorias, como a categoria Canção Original, não estão incluídas.
| Categoria                         | Nome                     | Dado          | Notas                                |
| --------------------------------- | ------------------------ | ------------- | ------------------------------------ |
| Mais Prêmios                      | Alfred Newman            | 9 prêmios     | Prêmios resultantes de 41 indicações |
| Mais Indicações                   | John Williams            | 48 indicações | Indicações resultaram em 5 prêmios   |
| Mais Indicações sem nenhum prêmio | Thomas Newman/Alex North | 14 indicações |                                      |

#### Prêmios Consecutivos
Oito compositores vencerem dois prêmios em dois anos consecutivos:
| Compositores        | Filmes |
| ------------------- | --- |
| Ray Heindorf        | Yankee Doodle Dandy (1942) e This Is the Army (1943)                                                            |
| Franz Waxman        | Sunset Boulevard (1950) e A Place in the Sun (1951).                                                            |
| Alfred Newman       | With a Song in My Heart (1952) e Call Me Madam / Love Is a Many-Splendored Thing (1955) e The King and I (1956) |
| Adolph Deutsch      | Seven Brides for Seven Brothers (1954) e Oklahoma!                                                              |
| André Previn        | Gigi (1958) e Porgy and Bess / Irma la Douce (1963) and My Fair Lady (1964).                                    |
| Leonard Rosenman    | Barry Lyndon (1975) e Bound for Glory (1976).                                                                   |
| Alan Menken         | Beauty and The Beast (1991) e Aladdin (1992).                                                                   |
| Gustavo Santaolalla | Brokeback Mountain (2005) e Babel (2006)                                                                        |

### Múltiplas Indicações
A seguir está uma lista de compositores indicados mais de uma vez e vencedores de pelo menos um Oscar (nesta categoria). Esta lista é classificada por número de prêmios, com o número total de indicações listadas entre parênteses. Isso não inclui indicações (ou prêmios) na categoria de Melhor Canção Original.
- 9: Alfred Newman (43)
- 5: John Williams (48)  Também recebeu 5 indicações por Melhor Canção Original, elevando seu total a 52 - pessoa mais indicada em todas as categorias musicais combinadas e a pessoa viva mais indicada em qualquer categoria do Oscar.

- 4: Johnny Green (12)
- 4: André Previn (11)
- 4: John Barry (6)
- 4: Alan Menken (5)
- 3: Max Steiner (24)
- 3: Ray Heindorf (17)
- 3: Morris Stoloff (17)
- 3: Miklós Rózsa (16)
- 3: Dimitri Tiomkin (14)
- 3: Maurice Jarre (8)
- 3: Ken Darby (6)
- 3: Roger Edens (6)
- 3: Saul Chaplin (5)
- 3: Adolph Deutsch (5)
- 2: Hans Zimmer (12)
- 2: Alexandre Desplat (11)
- 2: Franz Waxman (11)
- 2: Henry Mancini (7)
- 2: Lennie Hayton (6)
- 2: Michel Legrand (6)
- 2: Irwin Kostal (5)
- 2: Marvin Hamlisch (4)
- 2: Leonard Rosenman (4)
- 2: Ralph Burns (3)
- 2: Howard Shore (3)
- 2: Gustavo Santaolalla (2)
- 2: Trent Reznor (3)
- 2: Atticus Ross (3)
- 1: Jerry Goldsmith (17)
- 1: Victor Young (17)
- 1: Herbert Stothart (11)
- 1: Elmer Bernstein (10)
- 1: Hugo Friedhofer (9)
- 1: Lionel Newman (9)
- 1: Georgie Stoll (9)
- 1: James Horner (8)
- 1: Leigh Harline (7)
- 1: Charles Previn (7)
- 1: Paul Smith (7)
- 1: Dave Grusin (6)
- 1: Ennio Morricone (6) Também recebeu um Oscar Honorário.
- 1: Leslie Bricusse (5)
- 1: Georges Delerue (5)
- 1: Richard Hageman (5)
- 1: Bernard Herrmann (5)
- 1: Nelson Riddle (5)
- 1: Oliver Wallace (5)
- 1: Aaron Copland (4)
- 1: Ernest Gold (4)
- 1: Leo F. Forbstein (4)
- 1: Richard M. Sherman (4)
- 1: Robert B. Sherman (4)
- 1: Louis Silvers (4)
- 1: Frank Churchill (3)
- 1: Elliot Goldenthal (3)
- 1: Erich Wolfgang Korngold (3)
- 1: Bronisław Kaper (3)
- 1: Dario Marianelli (3)
- 1: Rachel Portman (3)
- 1: Stephen Schwartz (3)
- 1: Harry Sukman (3)
- 1: Gabriel Yared (3)
- 1: John Addison (2)
- 1: Luis Bacalov (2)
- 1: Robert Russell Bennett (2)
- 1: Jay Blackton (2)
- 1: John Corigliano (2)
- 1: Michael Giacchino (2)
- 1: Michael Gore (2)
- 1: W. Franke Harling (2)
- 1: A. R. Rahman (2)
- 1: Heinz Roemheld (2)
- 1: Nino Rota (2)
- 1: Leo Shuken (2)

Os seguintes compositores foram indicados ao Oscar de Melhor Trilha Sonora Original mais de uma vez, mas ainda não conquistaram nenhum. O número de indicações está listado entre parênteses. Isso não inclui indicações (ou prêmios) na categoria de Melhor Canção Original.

#### Mortos
- Alex North (14) Recebeu um Oscar Honorário.
- Walter Scharf (9)
- Roy Webb (7)
- Werner Janssen (6)
- George Duning (5)
- Edward Ward (5)
- Edward H. Plumb (4)
- Frank De Vol (4)
- Frank Skinner (4)
- George Bruns (3)
- Richard Rodney Bennett (3)
- Louis Gruenberg (3)
- Marvin Hatley (3)
- Ernst Toch (3)
- Charles Wolcott (3)
- Daniele Amfitheatrof (2)
- Jóhann Jóhannsson (2)
- Jack Nitzsche (2) Venceu 1 Oscar de Canção Original.
- Richard Robbins (2)
- Victor Schertzinger (2)
- Meredith Willson (2)

#### Vivos
- Thomas Newman (14)
- Randy Newman (9) Venceu 2 Oscar por Canção Original.
- James Newton Howard (7)
- Lalo Schifrin (5) Recebeu um Oscar Honorário.
- Danny Elfman (4)
- George Fenton (4)
- Alberto Iglesias (4)
- Marc Shaiman (4)
- Philip Glass (3)
- Quincy Jones (3) Recebeu um Prêmio Humanitário Jean Hersholt, um prêmio especial da Academia.
- Nicholas Britell (3)
- Marco Beltrami (2)
- Terence Blanchard (2)
- Carter Burwell (2)
- Patrick Doyle (2)
- Jonny Greenwood (2)
- David Hirschfelder (2)